# Deschaneltunnel
De Deschaneltunnel is een spoortunnel in Sint-Joost-ten-Node en Schaarbeek, beide gemeenten in het Brussels Hoofdstedelijk Gewest. De tunnel heeft een lengte van 548 meter en ligt grotendeels onder de Paul Deschanellaan, vandaar de naam. De dubbelsporige spoorlijn 161 gaat door deze tunnel.